# Горящие здания. Лирика современной души
«Горящие здания. Лирика современной души» — пятый поэтический сборник К. Д. Бальмонта, вышедший в 1900 году в московском издательстве «Скорпион» и принесший поэту общенациональную известность. В книгу вошли 131 стихотворение, написанное в основном осенью и зимой 1899 года в доме у С. А. Полякова (посвящение которому было включено во второе издание):569.
Второе издание сборника вошло в «Собрание стихов» (1904, «Скорпион», Москва). Третьим изданием сборник «Горящие здания» вышел в состав «Полного собрания стихов» (Москва, «Скорпион», 1908. Т.2) Оно включалось также в четвёртое и пятое издания (1914 и 1917 годы):572.

## История создания
Как писал Бальмонт в 1899 году, книга была написана им «под властью одного настроения», которое надолго превратило его жизнь «в сказку»:
Я был захвачен страстной волной, которая увлекала меня и держала в плену, бросала вверх, бросала вниз, и я не мог выйти из неё, пока сам не овладел ею, поняв её сущность… Эта книга не напрасно названа лирикой современной души. Никогда не создавая в своей душе искусственной любви к тому, что является теперь современностью, и что в иных формах повторялось неоднократно, я никогда не закрывал своего слуха для голосов, звучавших из прошлого и неизбежно грядущего…В этой книге я говорю не только за себя, но и за многих других, которые немотствуют, не имея голоса, а иногда имея его, но не желая говорить, немотствуют, но чувствуют гнет роковых противоречий, быть может, гораздо сильнее, чем я.К.Д. Бальмонт. Из записной книжки. 1899:569

### Структура и содержание
Сборник «Горящие здания» разбит на несколько разделов, стихотворения каждого из которых объединены тематикой и настроением: «Крик часового», «Ангелы опальные», «Совесть», «Страна Неволи», «Возле дыма и огня», «Мимолетное», «Антифоны», «Прогалины», «Индийские травы», «Безвестрие», «Смертию — смерть». Книга ознаменовала резкий отход К. Д. Бальмонта от декадентских, упаднических настроений его ранних работ и стала одним из центральных произведений русского символизма.

Задачи новой поэзии автор видел прежде всего в поисках «новых сочетаний мыслей, красок и звуков». Идейную часть его творчества в эти годы составляла идея создания «лирики современной души», души, у которой есть «множество ликов», стремление к внутреннему освобождению и познанию самого себя.— М. Стахова. Константин Бальмонт (Судьбы поэтов серебряного века).
Тематически и сюжетно сборник охватывал широкий спектр времени и пространства, живописуя разные эпохи (Ивана Грозного и Бориса Годунова, различные времена Древней Руси) и географические пространства (Испания, Исландия, Индия).
Центральным в стихах Бальмонта был образ сильного героя, «стихийного гения», «сверхчеловека». Между тем, сам поэт, посылая «Горящие здания» Л. Н. Толстому, писал: «Эта книга — сплошной крик души разорванной и, если хотите, убогой, уродливой. Но я не откажусь ни от одной её страницы, и — пока — люблю уродство не меньше, чем гармонию»:572.

## Отзывы
Князь Урусов, которого Бальмонт ценил за безукоризненный вкус, не принял новых настроений поэта и «кинжальных слов» новой книги, увидев в них крайности декадентства: «Искусство оттенков заменило какое-то гоготание». Николай Гумилёв, напротив, приветствовал новый поворот в творчестве Бальмонта: ему пришлись по душе «…'дьяволы, горбуны, жестокости, извращенности', буйно ворвавшиеся в мирно пасущееся стадо старых слов, всех этих 'влюбленностей, надежд, вер, девушек, юношей, цветов и зорь'», — писал он в статье «Вожди новой школы».